# Sicyonis variabilis
Sicyonis variabilis is een zeeanemonensoort uit de familie Actinostolidae.
Sicyonis variabilis is voor het eerst wetenschappelijk beschreven door Carlgren in 1921.